# Korvelplein
Het Korvelplein is een plein in de stad Tilburg dat wordt gevormd door drie wegen, de Korvelseweg, de Oude Goirleseweg en de Oerlesestraat. Het Korvelplein lag vroeger aan de doorgaande weg van Breda naar 's-Hertogenbosch. Deze verkeersstroom werd later verplaatst naar de Ringbaan-Zuid en in 1971 naar de huidige snelweg A58.
Het Korvelplein is van oorsprong een zogenaamde herdgang, een driehoekig plein waar enkele wegen (meestal zandweggetjes) op uitkwamen. De herdgangen vormden de gezamenlijke weidegronden voor de schaapskudden. De structuur van de driehoekige pleinen is nog op veel plaatsen in Tilburg terug te vinden. Veel wijken dragen de naam van deze oude buurtschappen, zoals Korvel, Oerle, Broekhoven, Hasselt, Heikant en Heuvel.

## Naamgeving
De naam Corvel wordt het eerst in een document genoemd in 1418. In 1900 werd Korvel vastgesteld als 'plein rondom de kerk' (de vroegere kerk stond toen midden op het plein). De naam Korvelplein werd in 1941 officieel ingevoerd.

## Straten
De oudste kaart met daarop het Korvelplein werd getekend door Diederik Zijnen in 1760. De volgende straten kwamen toen uit op het Korvelplein:
•Laarseweg (van Corvel naar Goirle)
•Berkdijksestraat (van Corvel naar Den Berkdyk)
•Diepenstraat (van Corvel naar Hagelkruis)
•Korvelseweg (van Corvel naar Kerk (nu Centrum))
•Oerleseweg (van Corvel naar Oerle)
De Laarseweg, Berkdijksestraat, Korvelseweg en Oerleseweg zijn genoemd naar de wijk waar ze heen liepen. De Diepenstraat is genoemd naar een bekende fabrikantenfamilie. Later zijn er de Korenbloemstraat, Quinten Matsijsstraat en Calandhof (jaren 70 van de 20e eeuw) bijgekomen.

## Markante gebouwen

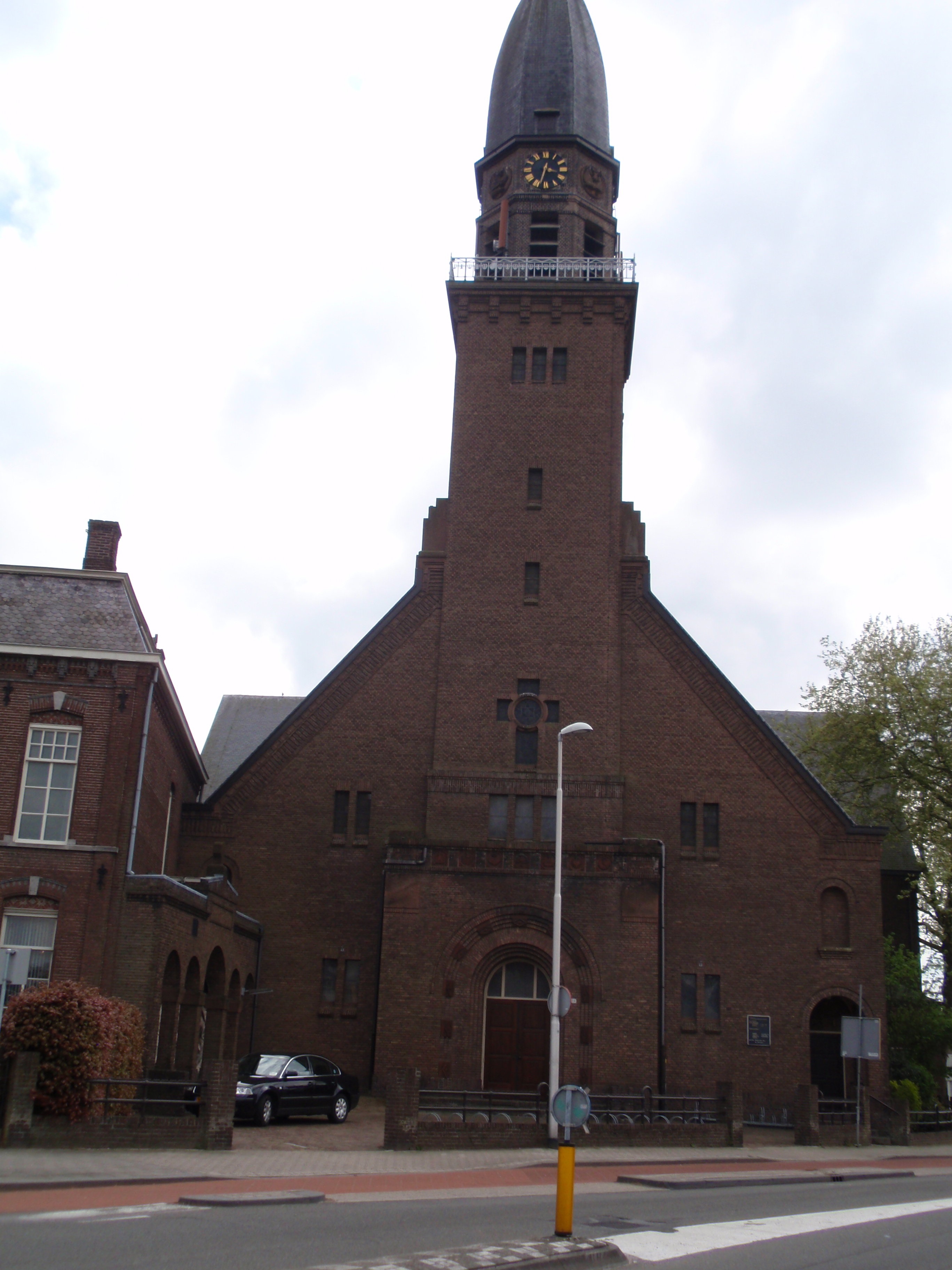
Korvelse kerk

### Voormalig bejaardencomplex Korvel (Korvelplein 60-170A)
Dit appartementencomplex voor ouderen werd in 1975 gerealiseerd door architect J. Niekerk uit ’s-Hertogenbosch.
Tot aan het begin van de jaren 70 stond op deze plek het klooster van de Zusters van Liefde. Dit klooster werd in 1895 ontworpen door de Tilburgse architect Leonardus Goyaerts.
Tegenwoordig wordt het complex bewoond door Tilburgers van alle leeftijden. Het complex van sociale huurwoningen is in beheer van TBV Wonen en voor 2020 staat een grootschalige renovatie op de planning.

### Parochiekerk van Korvel St. Antonius van Padua
De parochiekerk van Korvel, de St. Antonius van Padua (gelegen aan huisnummer 184) is in 1923/1924 gebouwd naar ontwerp van de architect Eduard Cuypers (1859-1927) uit Amsterdam. Deze op 14 juli 1924 ingewijde kerk verving de oude Korvelse kerk (uit 1851) van Henrie van Tulder, die midden op het plein heeft gestaan.
De kerk is anno 2000 onderdeel van Parochieverband Zuid, waar ook de H. Gerardus Majella (Trouwlaan) en de H. Lidwina bij horen.

### Kopshuis
Op nummer 207 staat het Kopshuis, dat slechts één verdieping hoog is. Het werd gebouwd in de 18e eeuw (mogelijk 17e eeuw) met verandering van de gevelvorm in het eerste kwart van de 20e eeuw. Het is een voormalige schoenmakerij annex leerlooierij van A. van Arendonk. De firma Van Arendonk groeide uit tot een van de grootste schoen- en leerfabrieken van Nederland. De schoenproductie van deze firma stopte in 1953, maar de familie startte in 1967 de winkelketen Van Arendonk Schoenen. Het pand is een gemeentelijk monument en het oudste in de omgeving.

### L'Echo des Montagnes
Oorspronkelijk was dit pand met het huisnummer 208 eigendom van de Korvelse leerfabrikant Kees van Arendonk.
In dit gebouw huisde vanaf 1878 het harmoniekorps L'Echo des Montagnes.
Het werd op 8 september 1867 opgericht door vijf personen als liedertafel voor de wijk Korvel. In 1877 werd een fanfare opgericht, en omdat de toenmalige oefenruimte te klein was verhuisde men naar het gebouw aan het Korvelplein. In 1906 werd de fanfare een harmoniekorps. Na de Tweede Wereldoorlog werd Jo Verbunt eigenaar van dit voormalige café. In 2006 werd er getracht achter de bestaande gevel een gigantisch appartementencomplex te bouwen. Door de bezwaren van de buurt is dit niet doorgegaan.

### Fabrikantenwoning Diepen (Korvelplein 214)
Op de hoek van het Korvelplein en Diepenstraat ligt de monumentale fabrikantenwoning van Diepen in Tilburg. Deze fabrikantenwoning van de architect Jan van der Valk werd gebouwd in opdracht van fabrikant Rudolf J.A. Diepen-Sträter.
Tot 2000 zat in dit pand de jeugdhulpverleningsorganisatie Kompaan. Daarna werd het een studentenhuis.

### Middenstandswoningen Korvelplein 3-7B
Deze 'betere middenstandswoningen' werden in 1935 gebouwd door architect-makelaar Hendricus Wentink, in opdracht van de N.V. Atijs Amsterdam. Tot in de jaren 80 van de 20e eeuw stond er voor deze huizen een Shell-tankstation met een futuristische vormgeving.
De woningen werden gebouwd op het terrein van de voormalige bierbrouwerij De Posthoorn. Deze was in 1804 opgericht en bestond tot zeker 1921. Na 1921 was er nog alleen nog een ijsfabriek gevestigd.

### Gezinswoningen
Op de plaats van de voormalige textielfabriek Diepen & Co. (later Van Dooren & Dams) werd in 1978 binnen het nieuwbouwproject de Korvelse Hofjes het Calandhof gebouwd. Op het Korvelplein kijken vijf woningen (Calandhof 172-176) uit, waarvan er één een onderdoorgang voor auto's heeft.
In 1808 werd de lakenfabriek van Jellinghaus, Diepen en Co. gebouwd aan het Korvelplein. In 1839 brandde de oude lakenfabriek uit 1808 af, waarna op ongeveer dezelfde plaats de fabriek van N.J. Diepen en Co werd gebouwd. Deze werd in 1870 verkocht aan de firma Van Dooren & Dams die zich er in 1872 in vestigde. In 1972 ging de fabriek Van Dooren & Dams failliet, waarbij 300 arbeidsplaatsen verloren gingen. In 1977 werden de gebouwen gesloopt.

### Kantoorgebouwen Van Dooren & Dams (huisnummer 8-12)
Van de fabriek van Van Dooren & Dams (tot 1870 van Gebr. Diepen) zijn na de sloop in 1977 alleen de kantoorgebouwen blijven staan. Nu is hier onder andere apotheek St. Joris (nr. 11) gevestigd.

### Kunstwerk Gemeentelijke reinigingsdienst
In 1981 werd er ter gelegenheid van het 75-jarige bestaan van de gemeentelijke reinigingsdienst een kunstwerk geplaatst in het midden van het plein. De ontwerper is Matthew Filipowski.

## Voormalige gebouwen

### Pompstation
Voor de woningen 3-7B stond tot de jaren 80 een futuristisch pompstation van Shell.

### Korvelse kerk
De oude Korvelse kerk uit 1851 stond midden op het Korvelplein. Deze kerk is gesloopt en in 1924 vervangen door de Parochiekerk van Korvel St. Antonius van Padua.

## Toekomstplannen
Het Korvelplein wordt binnen enkele jaren opnieuw ingericht door de gemeente Tilburg. De kans op nieuwe grote appartementencomplexen op en rond het Korvelplein is klein geworden door het zogenaamde lintenplan.
Ook wil de gemeente kijken of eenrichtingsverkeer mogelijk is op zowel de Laarstraat als de Korvelseweg Inmiddels is gereed de fietsroute Korvelplein/Diepenstraat/Capucijnenstraat; evenwijdig aan de Korvelseweg. Via deze route kunnen de fietsers de drukke Korvelseweg vermijden.